# Busskonflikten i Sverige 2013
Busskonflikten i Sverige 2013 var en arbetskonflikt i Sverige som inleddes den 19 juni 2013, med att fackförbundet Kommunal tog ut personal i strejk i bland annat Stockholms innerstad, Sollentuna, Solna, Sundbyberg, Södertälje och Umeå. Den 24 juni utökades strejken sedan parterna inte kunde komma överens. Då stod  bussarna stilla i Halmstad, Västerås, Hallstahammar och Strängnäs. I Norrköping stannade spårvagnarna. I Jönköping, Gävle och Östersund var servicepersonal som arbetar på verkstäder som tankar bussarna uttagna i strejk. Där fortsatte bussarna att rulla tills bränslet tog slut.
Förutom bättre löneutveckling kräver kommunal bland annat tryggare anställningsvillkor vid entreprenörsbyten av busstrafiken, förändrade rutiner i tidplanering och turlistor och förändring i rasttider och dygnsvila.
Kommunal meddelade kvällen den 27 juni att de träffat avtal med Bussarbetsgivarna, och att strejken därmed var slut. Bland annat nåddes lönemålet och en nämnd för entreprenörsbyten inrättades för att ge fackförbundet inflytande på personalfrågor vid nya upphandlingar.

## Tågkonflikten
Även fackförbundet SEKO varslade om strejk i spårbunden kollektivtrafik från 20 juni 2013, men ett avtal träffades kvällen innan, och facket blåste av strejken.

## Amalthealinjen
Fria Moderata Studentförbundet körde under 19 juni en minibuss på en strejkdrabbad linje mellan Karolinska Institutet och Södersjukhuset. Sträckningen motsvarade en del av busslinje 3. Aktionen gick under namnet Amalthealinjen efter den båt med engelska strejkbrytare som sprängdes av ungsocialister i Malmö i det så kallade Amaltheadådet år 1908. Den avbröts senare samma dag efter starka protester som studentförbundet menade gjorde passagerarna otrygga.